# The Sinatra Family Wish You a Merry Christmas
The Sinatra Family Wish You A Merry Christmas è un album pubblicato nel settembre 1968. Esso comprende, nella parte vocale, interpretazioni da parte di tutta la famiglia Sinatra: Frank Sinatra, Nancy Sinatra, Frank Sinatra Jr. e Tina Sinatra. Il disco rappresenta una delle ultime collaborazioni tra Sinatra e Nelson Riddle, anche se alcuni brani sono arrangiati da Don Costa.
L'album uscì nel periodo in cui The Voice e la sua prole cominciavano ad apparire insieme in alcuni show televisivi e in qualche spettacolo a Las Vegas. Il paroliere Sammy Cahn (lo stesso che scrisse Come Fly with Me, All the Way e Witchcraft insieme a Jimmy Van Heusen) scrisse dei testi per l'occasione, e Frank cantò due parti soliste, nell'addolorata Whatever Happened To Christmas di Jimmy Webb, e i Sinatra recitarono l'allegra parte della famiglia in vacanza, anche se la timida Tina Sinatra, secondo alcuni critici, sembra troppo rigida durante le sue interpretazioni vocali. L'album uscì sotto l'etichetta della Reprise Records, ma ora è disponibile solo sotto l'etichetta della famiglia Sinatra, l'Artains Records.

## Tracce
1. I Wouldn't Trade Christmas (Sammy Cahn, Jimmy Van Heusen)  – 2:55
2. It's Such a Lonely Time of Year (Taylor)  – 4:38
3. Some Children See Him (Hutson/Alfred Burt)  – 2:59
4. O Bambino (One Cold and Blessed Winter) (Capra, Velona)  – 2:59
5. The Bells of Christmas (Greensleeves) (Traditional, ad. Sammy Cahn, Jimmy Van Heusen)  – 3:41
6. Whatever Happened to Christmas? (Jimmy Webb)  – 3:05
7. Santa Claus Is Coming to Town (Coots, Gillespie)  – 2:35
8. Kids (Davis)  – 3:01
9. The Christmas Waltz (Sammy Cahn, Jule Styne)  – 3:12
10. The Twelve Days of Christmas (Traditional, ad. Sammy Cahn, Jimmy Van Heusen)  – 4:26

## Crediti
- Frank Sinatra - Voce (tracce 1,5,6,9,10)
- Frank Sinatra Jr. - Voce (tracce 1,3,5,10)
- Nancy Sinatra - Voce (tracce 1,2,4,5,8,10)
- Tina Sinatra - Voce (tracce 1,4,5,7,10)
- Nelson Riddle - Arrangiatore, Compositore
- Don Costa - Arrangiatore, Compositore
- The Jimmy Joyce Singers